# كريستيان دوبونت
كريستيان دوبونت هو سياسي بلجيكي، ولد في 3 مايو 1947 في بلجيكا. حزبياً، نشط في الحزب الاشتراكي البلجيكي. وقد انتخب عضو البرلمان والون.